# Acalodegma servillei
Acalodegma servillei là một loài bọ cánh cứng trong họ Cerambycidae.